# Porsche Leipzig
Porsche Leipzig GmbH (także: Porsche-Werk, czyli fabryka Porsche) – spółka-córka przedsiębiorstwa Dr. Ing. h.c. F. Porsche AG. W fabryce Porsche w Lipsku produkowane są Porsche Macan, samochód terenowy (Sport Utility Vehicle (SUV)) oraz Porsche Panamera, czterodrzwiowa limuzyna o sportowej linii nadwozia.

## Historia fabryki Porsche w Lipsku

### Faza budowy
W roku 1998 Porsche po raz pierwszy podało do wiadomości informację o podjęciu decyzji o produkcji samochodu terenowego Porsche Cayenne. Ponieważ fabryka koncernu w Zuffenhausen, produkująca modele Porsche 911 i Porsche Boxter, osiągnęła granice wydajności oraz uwarunkowań przestrzennych, zdecydowano zbudować w Lipsku nowe miejsce produkcji. Decyzja poprzedzona była wielostopniowym procesem wyboru, do którego zakwalifikowało się 16 innych miast.
W lutym 2000 roku rozpoczęto w Lipsku prace budowlane na terenie o powierzchni powyżej 200 hektarów oraz jednocześnie zatrudniono pierwszego pracownika. Jeszcze w grudniu tego samego roku ukończono budowę fasady i dachu hali produkcyjnej. Niedługo potem, w październiku 2001 roku, świętowano uroczystość zawieszenia wiechy nowo powstałego budynku centrum klienta. Pod koniec tego samego roku, niespełna 22 miesiące po zatrudnieniu pierwszego pracownika, swoją umowę o pracę podpisał setny zatrudniony.

### Rozwój od 2002 do 2009
Wraz z ukończeniem prac budowlanych, szczególnie toru testowego oraz terenowego, 20 sierpnia 2002 roku fabryka Porsche w Lipsku została uroczyście otwarta. W uroczystości inauguracyjnej wzięli udział urzędujący wówczas kanclerz Niemiec Gerhard Schröder, ówczesny premier Saksonii dr Georg Milbradt oraz poprzedni nadburmistrz miasta Lipska Wolfgang Tiefensee.
Po uroczystym otwarciu fabryki Porsche w Lipsku jeszcze w tym samym roku rozpoczęto produkcję Porsche Cayenne. Poza tym między sierpniem 2003 a majem 2006 produkowano tu pojazd wyczynowy Carrera GT. To wyprodukowane ręcznie Porsche istnieje w limitowanej edycji 1270 egzemplarzy na całym świecie.
Wraz z wykreowaniem Panamery, pierwszego czterodrzwiowego Porsche, rozpoczęto w 2006 roku budowę nowej hali produkcyjnej o powierzchni 25.000 metrów kwadratowych. Dodatkowo powstało centrum logistyczne o powierzchni 23.500 metrów kwadratowych, które zapewniło wydajność niezbędną do produkcji Panamery. Już na wiosnę 2008 roku możliwe było przetestowanie nowych maszyn produkcyjnych przy montażu pierwszego prototypu. Również w tym samym roku liczba pracowników przekroczyła po raz pierwszy 500.
Na początku 2009 roku pracownicy fabryki Porsche wykonali 250.000. samochód Cayenne. Dostawa pierwszego Cayenne Diesel była jednocześnie premierą tego modelu w Niemczech.

## Produkcja
Całkowita powierzchnia fabryki Porsche w Lipsku wynosi 45.000 metrów kwadratowych. W fabryce produkowane są samochody Porsche Macan i Porsche Panamera.

## Centrum klienta Porsche Werk Leipzig

### Architektura
W sercu Porsche Werk Leipzig, pomiędzy torem testowym a halą produkcyjną, znajduje się budynek centrum klienta. Kształtem przypomina on diament i składa się z masywnego cokołu betonowego i trzydziestodwumetrowej wieży w kształcie koła, której elewacja pokryta jest metalowymi panelami. Projekt budynku centrum klienta jest autorstwa biura architektonicznego Gerkan, Marg und Partner (gmp) z Berlina i zbudowany został z takich materiałów jak beton, stal i szkło. Ten charakterystyczny, już z daleka rozpoznawalny budynek podtrzymywany jest 76 kolumnami, z których każda sięga 15 metrów w głąb ziemi. Ogółem na konstrukcję budynku centrum klienta zużyto 170 kilometrów przewodów elektrycznych, 912 ton stali zbrojeniowej, 6450 metrów sześciennych betonu oraz 755 ton stali na stalową konstrukcję nośną.
W 2022 roku została otwarta kawiarnia z widokiem na tor testowy. Można jeździć po torze offroad i torze testowym. Zwiedzanie fabryki, jak i jazda po torach jest możliwa po wcześniejszym umówieniu.

## Tory

### Tor testowy
Tor testowy fabryki Porsche w Lipsku został zaprojektowany przez Hermanna Tilke, kierowcę rajdowego i konstruktora legendarnych tras, takich jak tor Formuły 1 w Malezji czy Bahrajnie. W przypadku projektu toru fabrycznego w Lipsku Tilke wpadł na szczególny pomysł. Tak powstała jedyna w swoim rodzaju kompozycja dziesięciu legendarnych zakrętów światowej sławy tras wyścigowych.
Są to: Suzuka S (Suzuka/Japonia), Sebring (Floryda/Stany Zjednoczone), Loews (Monte Carlo/Monako), Victoria Turn (Rio de Janeiro/Brazylia), Mobil 1 S (Nürburgring/Niemcy), Curve di Lesmo (Monza/Włochy), Bus Stop (Spa-Francorchamps/Belgia), Suntory Corner (Shizuoka/Japonia), Laguna Seca (Monterey/Stany Zjednoczone) i Parabolica (Monza/Włochy).
Tor o łącznej długości 3,7 kilometrów i szerokości 12 metrów zawiera sześć odcinków pozwalających na jazdę na pełnym gazie oraz sześć punktów hamowania. W ten sposób na odcinku startowym i końcowym toru możliwe jest w Porsche GT 1 osiągnięcie maksymalnej prędkości wynoszącej 251 km/h. Odcinek rajdowo-testowy spełnia też wymagania profesjonalnego toru wyścigowego sportu motorowego i posiada certyfikat Międzynarodowej Federacji Samochodowej FIA (Federation Internationale de l´Automobile). Teoretycznie można by przeprowadzać na nim jazdy testowe Formuły 1.
Zasadniczo istnieją rozmaite możliwości użytkowania trasy testowej. Na przykład każdy nowy pojazd poddawany jest ostatecznej kontroli jakościowej na pętli testowej. Poza tym osoby odbierające swój nowy samochód bezpośrednio z fabryki mogą poznać go w najróżniejszych warunkach podczas jazdy pod okiem instruktora Porsche.

### Tor terenowy
Tor terenowy fabryki Porsche w Lipsku znajduje się na obszarze o powierzchni 120 hektarów bezpośrednio na terenie fabryki. Odcinek o długości 6 kilometrów przebiega przez niegdysiejszy militarny obszar szkoleniowy i był używany jeszcze w czasach cesarskich od 1899 roku. Następnie służył za poligon Armii Radzieckiej oraz Narodowej Armii Ludowej Niemieckiej Republiki Demokratycznej. Zachowane bunkry używane są dziś do przejazdów podczas treningów off-road.
Uczestnicy przejazdów terenowych muszą pokonać w sumie 18 modułów, np. piętnastometrowy przejazd przez zbiornik wody, rampę ekstremalną o sześćdziesięcioprocentowym nachyleniu, przejazd przez las oraz przejazd bokiem pod kątem 35 stopni. W ten sposób testowane są zdolności terenowe Porsche Cayenne w rozmaitych ekstremalnych warunkach.
Z rozległego terenu jedynie część o powierzchni 70 hektarów używana jest jako trasa terenowa. W celu rozsądnego połączenia aspektów ekonomicznych z ekologicznymi na obszarach oddzielonych od toru osadzone zostały tury i dzikie konie, tzw. Kuce Exmoor. Poza tym żyje tu w naturalnym środowisku wiele małych zwierząt, jak np. żaby, nietoperze oraz różne gatunki ptaków.